# Muskrat River
Muskrat River är ett vattendrag i Kanada.   Det ligger i provinsen Ontario, i den sydöstra delen av landet, 120 km väster om huvudstaden Ottawa.
Omgivningarna runt Muskrat River är en mosaik av jordbruksmark och naturlig växtlighet. Runt Muskrat River är det ganska glesbefolkat, med 32 invånare per kvadratkilometer.